# 那須佐代子
那須 佐代子（なす さよこ、1965年5月16日 - ）は、日本の女優、声優。東京都出身。COME TRUE所属。身長160cm。体重46kg。

## 来歴
東京都立青山高等学校卒業、早稲田大学教育学部教育心理学専修卒業。在学中は早稲田大学劇団「てあとろ50’」に所属。
青年座研究所13期を経て、1989年4月1日から劇団青年座に所属。2013年3月退団。
第47回紀伊國屋演劇賞個人賞受賞。第28回読売演劇大賞優秀女優賞受賞。 

## 人物
シアター風姿花伝の支配人も務める。 
特技は日舞、ドライブ。
三人姉妹の母親で、劇団青年座所属の那須凜は次女。

## 出演

### 舞台
- サーカス物語（1990年、青年座、演出：宮田慶子）
- 星の王子さま（1991年、早稲田銅鑼磨館、演出：大村正泰）
- モロッコの甘く危険な香り（1992年、青年座、演出：鈴木完一郎）
- 自転車は夏のために（1993年、青年座、演出：鈴木完一郎）
- 反逆児（1993年、新歌舞伎座）
- つくづく赤い風車（1995年、青年座、演出：鈴木完一郎）
- いっそ、生きたい（1996年、エンギシャ公演）
- フユヒコ（寺田早月、1997年 - 2003年、青年座、演出：宮田慶子）
- 紀伊國屋サザンシアター（1997年、青年座地方公演、演出：宮田慶子）
- 季節はずれの雪（1998年、「劇」小劇場プロデュース）
- 新版・四谷怪談（1999年、青年座、演出：石澤秀治）
- 闇に咲く花（1999年/2001年、こまつ座公演、演出：栗山民也）
- とかげ（2000年、青年座、演出：宮田慶子）
- 天草記（2000年、青年座）
- 浮標ブイ（2003年、新国立劇場、演出：栗山民也）
- 蝶のやうな私の郷愁（2003年、シアター風姿花伝こけら落し公演、演出：宮田慶子）
- 恋のメモランダム（2004年、シアター風姿花伝公演）
- 夫婦レコード（中村京子、2004/2006年、青年座、演出：黒岩亮）
- 空（2004年、青年座、演出：宮田慶子）
- 妻と社長と九ちゃん（2005年、青年座、演出：宮田慶子）
- 相談に乗ってる場合か!?（2005年、クラクラプロデュース公演、演出：井上思）
- 夢・桃中軒牛右衛門の（2005年、青年座、演出：鈴木完一郎）
- 評決（2006年、青年座、演出：鈴木完一郎）
- 蛇（井上伸子、2006年、青年座、演出：磯村純）
- 悔しい女（笠原優子、2007年、青年座、演出：宮田慶子）
- あおげばとうとし（岡部京子、2007年、青年座、演出：黒岩亮）
- MOTHER（菅野須賀子、2008年青年座、演出：宮田慶子）
- 葡萄（沢田恭子、2008年、THE SHAMPOO HAT公演、作・演出：赤堀雅秋）
- オットーと呼ばれる日本人（瀬川の妻、2008年、新国立劇場、演出：鵜山仁）
- ヘンリー六世（2009年、新国立劇場、演出：鵜山仁）
- ガブリエル・シャネル（2009年新橋演舞場公演、2010年松竹座公演、演出：宮田慶子）
- 黄昏（2010年、青年座、演出：伊藤大）
- 夕立（2010年、劇団姦し公演、作・演出：赤堀雅秋）
- 太陽に灼かれて（2011年7月-8月、天王洲銀河劇場、演出：栗山民也）
- THAT FACE〜その顔（マーサ、2012年、青年座、演出：伊藤大）
- お母さんの十八番（2012年、東京芸術劇場）
- リチャード三世（2012年、新国立劇場、演出：鵜山仁）
- 長い墓標の列（2013年、新国立劇場、演出：宮田慶子）
- 帰郷（2013年、シアター風姿花伝、演出：小川絵梨子）
- 歓喜の歌（2013年、赤堀雅秋作・演出、劇団姦し公演）
- ボビー・フィッシャーはパサデナに住んでいる（2014年、風姿花伝プロデュース公演、演出：上村聡史）
- 炎 アンサンディ（2014年、シアタートラム公演、演出：上村聡史）
- 悲しみを聴く石（2015年、風姿花伝プロデュース、演出：上村聡史）
- 國語元年（2015年、こまつ座、演出：栗山民也）
- ペリクリーズ（2015年、加藤健一事務所、演出：鵜山仁）
- ヘンリー四世（2016年、新国立劇場、演出：鵜山仁）
- いま、ここにある武器（2016年、風姿花伝プロデュース、演出：千葉哲也）
- 夢の劇（2016年、KAAT公演、演出：白井晃）
- 春のめざめ（2017年、2019年、KAAT公演、演出：白井晃）
- 炎 アンサンディ（2017年、シアタートラム、演出：上村聡史）
- The Beauty Queen of Leenane（2017年、風姿花伝プロデュース、演出：小川絵梨子）
- クライムズ・オブ・ザ・ハート（2017年、CATプロデュース、演出：小川絵梨子）
- まさに世界の終わり（2018年、CATプロデュース、演出：石丸さちこ）
- 女中たち（2018年、風姿花伝プロデュース、演出：鵜山仁）
- ヘンリー五世（2018年、新国立劇場、演出：鵜山仁）
- チック（2019年、シアタートラム、演出：小山ゆうな）
- 終夜（2019年、風姿花伝プロデュース、演出：上村聡史）
- ミセス・クライン（2020年、風姿花伝プロデュース、演出:上村聡史）
- アウトゥロ・ウイの興隆（2020年、KAAT公演、演出：白井晃）
- リチャード二世（2020年、新国立劇場、演出：鵜山仁）
- キネマの天地（2021年、新国立劇場公演、演出：小川絵梨子）
- ダウト〜疑惑についての寓話（2021年、風姿花伝プロデュース、演出：小川絵梨子）
- 検察側の証人（2021年、CATプロデュース、演出：小川絵梨子）
- OSLO（2021年、企画・製作：フジテレビジョン / 産経新聞社 / サンライズプロモーション東京、演出:上村聡史）
- レオポルトシュタット（2022年、新国立劇場、作：トム・ストッパード、演出：小川絵梨子）[4]
- ザ・ウェルキン（2022年、シス・カンパニー、作：ルーシー・カークウッド、演出：加藤拓也）[5]
- 三十郎大活劇（2022年、PARCO公演、作：鈴木聡、演出：ラサール石井）
- エンジェルス・イン・アメリカ（2023年、新国立劇場、演出：上村聡史）- ハンナ 役[6]
- 夜は昼の母（2024年、シアター風姿花伝、演出：上村聡史）[7]
- 『GOOD』-善き人-（2024年、世田谷パブリックシアター、演出：長塚圭史）[8]
- 光廷と崩底-my telling was nothing-(2024年、世田谷パブリックシアター、演出：平原慎太郎)[9]
- モンスター（2024年、松下IMPホール 他、演出：杉原邦生) - リタ 役[10]
- ピローマン（2024年、新国立劇場、演出：小川絵梨子）[11]
- みんな鳥になって（2025年、世田谷パブリックシアター 他、演出：上村聡史）[12]

### テレビドラマ
- 泣きっ面に姑1・2・3（1990年、フジテレビ）
- 傷だらけの旅路（1990年、日本テレビ）
- 火曜サスペンス劇場
  - 飛ぶ男、堕ちる女（1991年、日本テレビ）
  - わが町VI「命を粗末にする超ムカつく若者たちの理由なき犯罪」（1995年10月31日）
  - 逃げる女（1999年1月5日）
- 君が海に帰る日（1991年、フジテレビ）
- 東芝日曜劇場
  - 女もつらいよ1991年、TBS）
  - サハリンの薔薇（1991年、TBS）
- 新・王将（1992年5月16日、NHK総合）
- 母、いのち甦る日（1992年、フジテレビ）
- ボクの町医者修行（1994年、TBS）
- また家族にしてね（1995年、フジテレビ）
- NHK大河ドラマ 八代将軍吉宗（1995年、NHK総合） - お艶 役
- 遠山の金さんVS女ねずみ（1997年、TBS）
- 職員室（1997年、TBS） - 久保尚子 役
- 先生知らないの?（1998年、TBS）
- 緋の稜線（1998年、東海テレビ） - 高杉（胡桃沢）寿々子 役
- ナショナル劇場 南町奉行事件帖 怒れ!求馬（1999年、TBS）
- はぐれ刑事純情派 第12シリーズ 第7話（1999年、テレビ朝日） - 二宮美枝 役
- スキッと一心太助（1999年、NHK総合）
- 氷の家族（2000年、MXTV）
- 幼稚園ゲーム（2001年、TBS）
- 茂七の事件簿 ふしぎ草紙（2001年、NHK総合）
- 家政婦は見た!20（2002年、テレビ朝日）
- 警視庁心理分析捜査官・崎山知子（2002年、テレビ東京）
- 温泉へ行こう第4シリーズ（2003年、TBS）
- いっぽ（2003年、MXTV）
- 土曜ワイド劇場（テレビ朝日）
  - おとり捜査官・北見志穂 8「妖しい傷跡の死美人“幸福の花嫁”連続殺人事件」（2004年12月4日）- 久保田直人（保阪尚希）の母 役
  - 特別企画黒革の手帖スペシャル〜白い闇（2005年7月2日）
  - 山村美紗サスペンス 地獄坂の復讐殺人（2006年9月2日）
- ことぶきウォーズ（2004年、TBS）
- ほんとにあった怖い話「お願いムク」（2004年、フジテレビ）
- 月曜ミステリー劇場 名探偵・金田一耕助シリーズ第32作「神隠し真珠郎」（2005年7月18日、TBS） - 鵜藤峰子 役
- ウルトラマンマックス16話「わたしはだあれ?」（2005年10月15日、TBS） - 主婦 役
- 世直し順庵!人情剣第9話「順庵最後の大仕事 奉行と悪徳商人の陰謀を暴け!【医者に背を向けた女】」（2005年12月12日） - お由 役
- なら梨とり（2006年）
- 病院へ行こう!（2006年、TBS）
- 夜王（2006年、TBS）
- ジイジ2〜孫といた夏〜（2006年、NHK）
- 僕の歩く道（2006年、フジテレビ） - 古賀の前妻 役
- 次郎長背負い富士（2006年、フジテレビ）
- 浅草ふくまる旅館2（2007年、TBS）
- その男、副署長〜京都河原町署事件ファイル〜（2007年、テレビ朝日） - 池永滝子 役
- 結婚式へ行こう!（2007年、TBS）
- NHK連続テレビ小説
  - どんど晴れ（2007年、NHK総合） - 「加賀美屋」の従業員･武井康子 役
  - 梅ちゃん先生（2012年上半期、NHK） - 患者の母親 役
  - 花子とアン（2014年上半期、NHK） - 綾小路先生 役
- ドラマ30 みこん六姉妹2（2008年、TBS）
- 愛の劇場温泉へGo!（2008年、TBS）
- 時代劇スペシャル『母恋ひの記〜谷崎潤一郎「少将滋幹の母」より〜』（2008年12月13日、NHK総合） - 衛門 役
- 相棒season7 第14話「男装の麗人」（2009年2月11日、テレビ朝日） - 江島まゆみ役
- 水曜ミステリー9・高村薫サスペンス・去りゆく日に（2009年2月25日、テレビ東京） - 朝倉幸介（沼田爆）の娘・須藤貴美子 役
- 月曜ゴールデン 西村京太郎サスペンス十津川警部シリーズ 寝台特急殺人事件（2009年4月13日、TBS） - 山崎和江 役
- loving you（2010年）
- 世直し公務員ザ・公証人（2010年、TBS）
- 愛の涙（2012年、NHK）
- 透明なゆりかご（2018年7月、NHK）
- 家電侍 第3話・第5話・第6話・第11話（2022年4月2日 - 6月25日、BS松竹東急） - 傘屋の女将 役

### 映画
- 星になったおじいちゃん（2003年）
- ULTRAMAN（2004年）
- 変身（2005年）
- 武士の一分（2006年）
- 釣りバカ日誌19 ようこそ!鈴木建設御一行様（2008年）
- おとうと（2010年）
- ひまわりと子犬の七日間（2013年）
- パズル（2014年）
- サルビア（2014年）
- どすこい!すけひら（2019年）
- ありきたりな言葉じゃなくて（2024年） - 鈴木りえの母 役[13]

### テレビアニメ
- 名探偵コナン（1997年） - 堀田晴美 役

### 吹き替え

#### 映画
- 美しい人（ダイアナ〈ロビン・ライト〉）
- ディボース・ショウ（マリリン、キャサリン・ゼタ＝ジョーンズ）

#### ドラマ
- ER緊急救命室（キティ、ケラーマン）
- クローザー
- 名探偵ポワロ 象は忘れない（ゼリー）

### ラジオドラマ
- NISSAN あ、安部礼司〜BEYOND THE AVERAGE - 西園寺玲子 役
- NHK-FM青春アドベンチャー - ごくらくちんみ 役

### CM
- アメリカンホームダイレクト
- カルピス
- 東芝
- ロート製薬『50の恵み』
- ロッテ

## 受賞歴
- 第47回 紀伊國屋演劇賞個人賞
- 第28回 読売演劇大賞 優秀女優賞